# ヤエヤマシタン

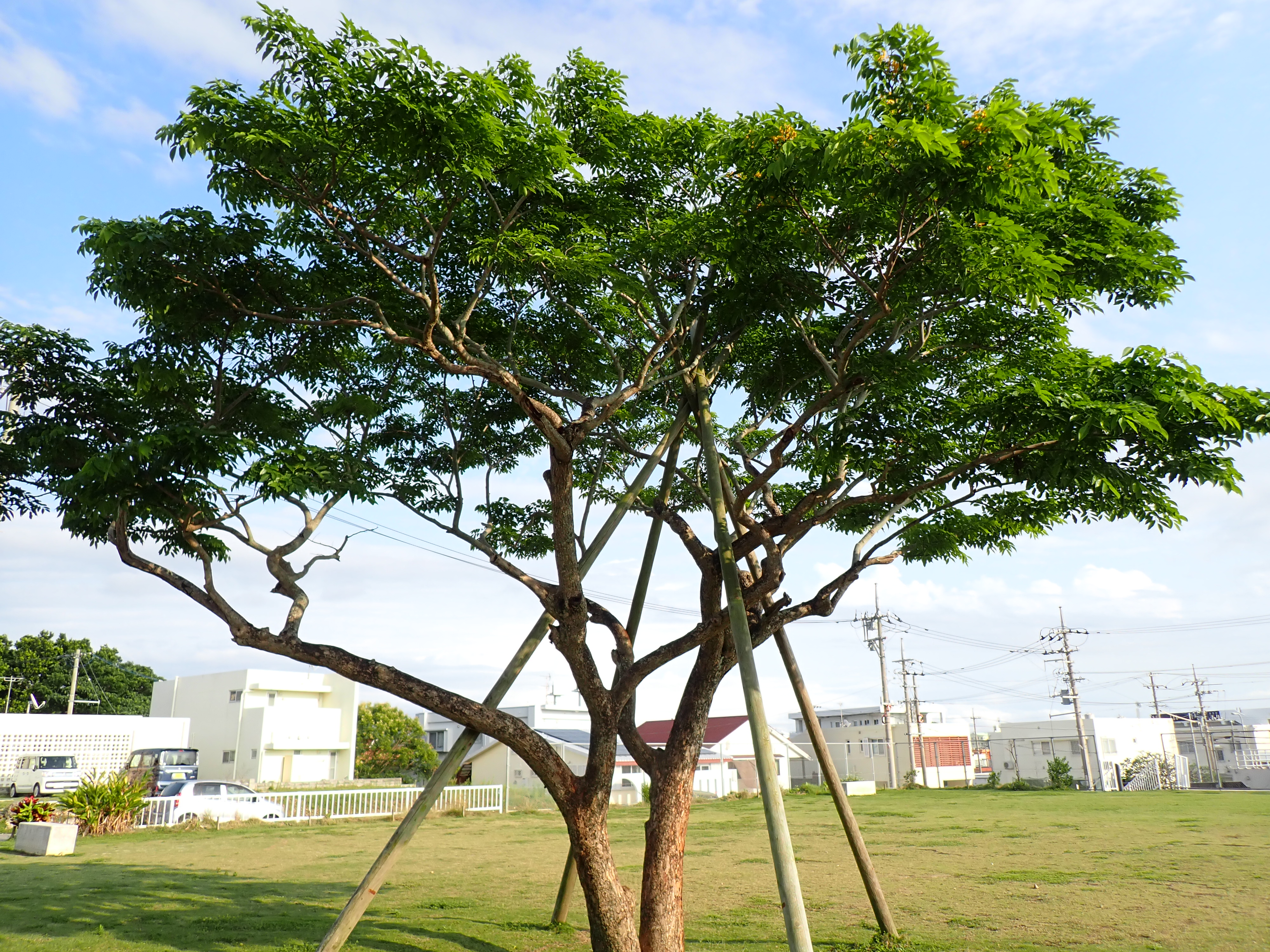
樹姿
（沖縄県石垣市内 植栽）

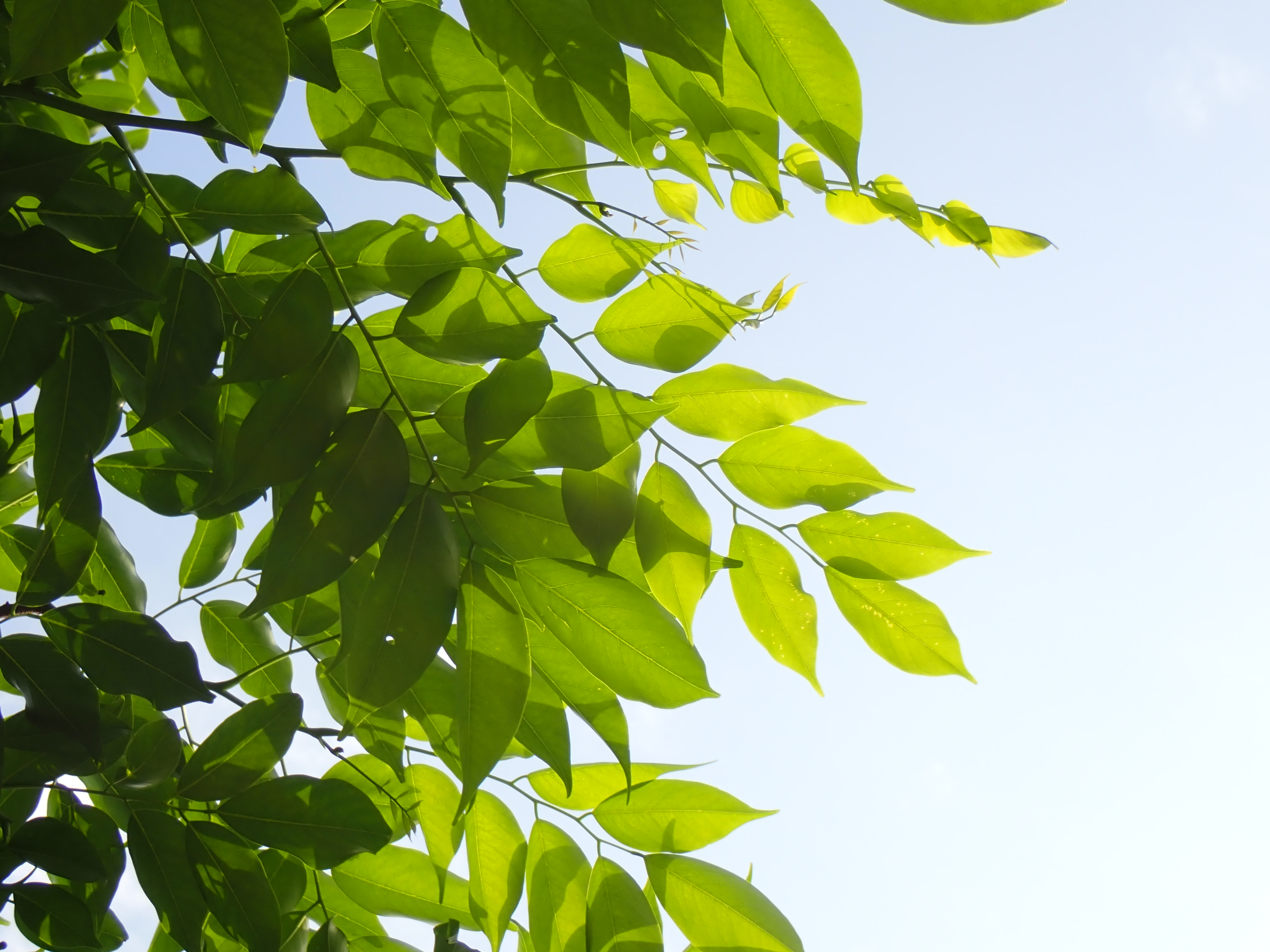
互生する小葉からなる奇数羽状複葉

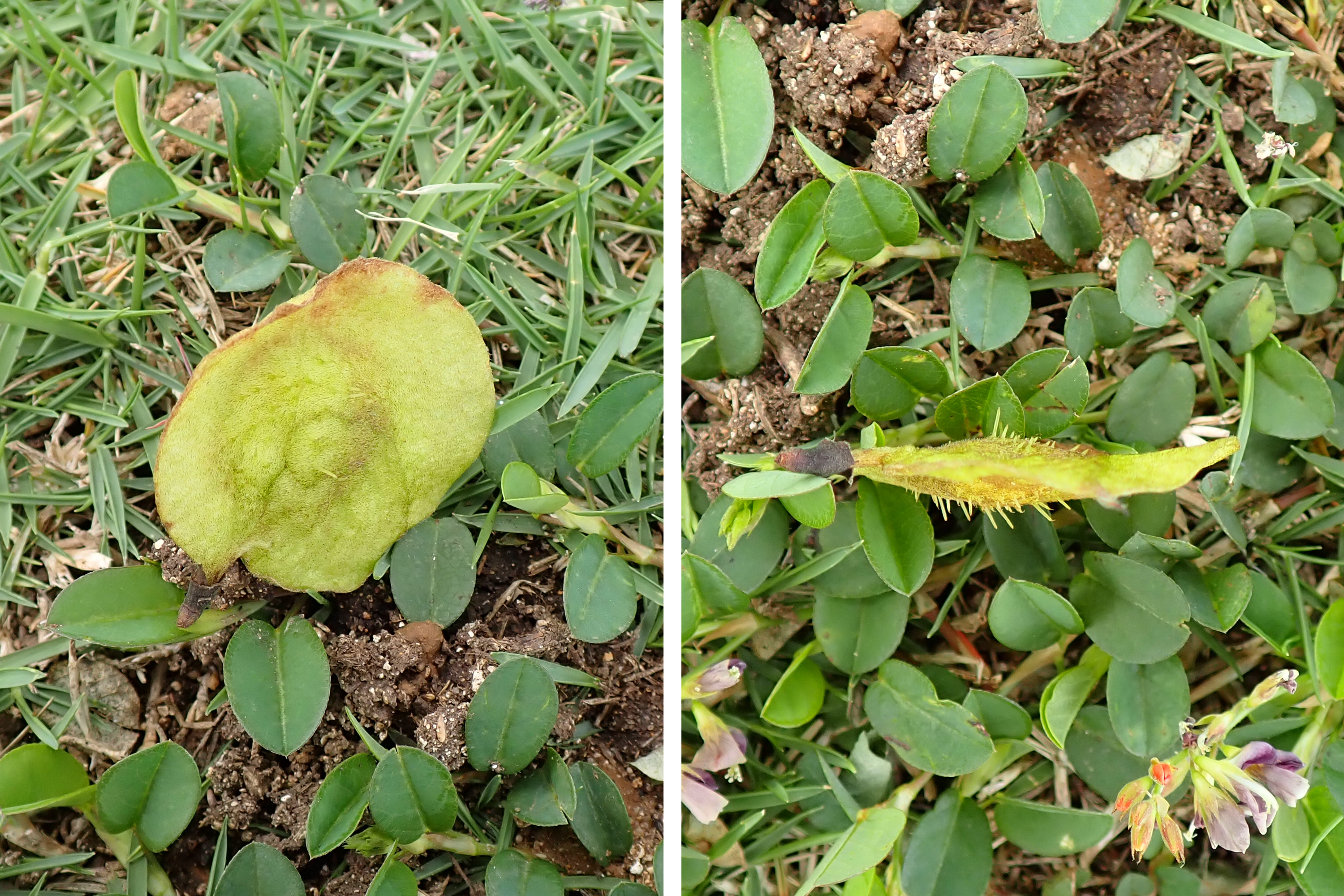
表面に刺を有するヤエヤマシタンの未成熟豆果

ヤエヤマシタン（八重山紫檀、学名：Pterocarpus vidalianus）はマメ科インドカリン属（またはシタン属）の落葉高木。環境省及び沖縄県絶滅危惧IA類。昭和30年12月16日に琉球政府の天然記念物に、昭和47年5月15日の沖縄復帰時に国の天然記念物に指定された。

## 特徴
高さ15–25m、幹径50–90cm。葉は奇数羽状複葉で長さ15–30cm、小葉は全縁、卵形～楕円形で先端が尾状に尖り、側小葉は3–5対で顕著に互生する。花は黄色で芳香があり、長さ約15mmで、長さ10cmほどの総状花序または円錐花序となり、初夏に開花する。豆果は褐色の円盤形で直径4–5.5cmほど、周囲に広い翼をもち、中央に5mmほどの刺を散生し、中に赤色の種子を1個もつ。
インドシタンP. indicusと同種あるいはインドシタンの品種ヤエヤマシタンP. indicus f. echinatusとされることもあるが、本種は豆果中央部に刺が生える点でインドシタンとは異なる。

## 分布と生育環境
自生個体は沖縄県石垣島にごく稀産。石垣市平久保のヤエヤマシタン自生地として国の天然記念物に、また野底の自生地は石垣市天然記念物にそれぞれ指定されている。この他、植栽木は沖縄県内各地の公園などにみられる。国外ではフィリピンに分布。

## 利用
庭園樹、公園樹。唐木の一種とされる。辺材は淡黄白色、心材は紅褐色で、高級装飾用材・家具材や建材用として乱伐され、著しく減少した。